# Відкриті дебюти
Відкритий дебют — загальна назва всіх шахових дебютів, які починаються ходом білих: 1. e2-e4 та відповіддю чорних 1... e7-e5. Білі можуть відразу намагатися захопити центр шляхом 2. f2-f4 (королівський гамбіт) або 2. d2-d4 (центральний дебют) з активною фігурною грою, або дотримуватися плану спокійного розвитку — 2. g1-f3 d7-d6 (захист Філідора); 2. Кb1-c3 Кg8-f6 3. Кg1-f3 Кb8-c6 (дебют чотирьох коней); 2. Кg1-f3 Kg8-f6 (російська партія); 2. Кg1-f3 Кb8-c6 3.Сf1-c4 Сf8-c5 (італійська партія) тощо.
В системах активного захисту чорних особливу роль відіграє також просування d7-d5, наприклад 2. Кg1-f3 Кb8-c6 3. Сf1-c4 Кg8-f6 4. Кf3-g5 d7-d5 (захист двох коней); 2. d2-d4 e5:d4 3. c2-c3 d7-d5 (центральний гамбіт); 2. Кg1-f3 Кb8-c6 3. c2-c3 d7-d5 (дебют Понціані); 2. Сf1-c4 Кg8-f6 3. d2-d3 c7-c6 з подальшим d7-d5 (дебют слона) и т. д.
| - Королівський гамбіт - Віденська партія - Центральний дебют - Дебют слона - Дебют королівського коня - Латиський гамбіт - Захист Філідора - Російська партія (захист Петрова) - Дебют трьох коней | - Дебют чотирьох коней - Дебют Понціані - Шотландський гамбіт - Шотландська партія - Угорська партія - Італійська партія - Гамбіт Еванса - Захист двох коней - Іспанська партія - Гамбіт Хелловін |